# Fluorbritholita-(Y)
La fluorbritholita-(Y) és un mineral de la classe dels silicats, que pertany al grup de la britholita. Rep el nom per la seva relació amb els minerals del grup i pel seu contingut en fluor i itri.

## Característiques
La fluorbritholita-(Y) és un silicat de fórmula química (Y,Ca)₅(SiO₄)₃F. Va ser aprovada com a espècie vàlida per l'Associació Mineralògica Internacional l'any 2009. Cristal·litza en el sistema hexagonal. La seva duresa a l'escala de Mohs és 5,5. És una espècie isostructural amb la britholita-(Y), la fluorbritholita-(Ce) i la fluorcalciobritholita.
Segons la classificació de Nickel-Strunz, la fluorbritholita-(Y) pertany a «9.AH - Nesosilicats amb CO₃, SO₄, PO₄, etc.» juntament amb els següents minerals: iimoriïta-(Y), tundrita-(Ce), tundrita-(Nd), spurrita, ternesita, britholita-(Ce), britholita-(Y), el·lestadita-(Cl), fluorbritholita-(Ce), fluorel·lestadita, hidroxilel·lestadita, mattheddleïta, tritomita-(Ce), tritomita-(Y) i fluorcalciobritholita.

## Formació i jaciments
Aquesta espècie va ser descrita gràcies a mostres obtingudes en tres indrets: Lagmannsvik i Kråkmo, a la localitat noruega de Hamarøy, al comtat de Nordland, i el mont Vyuntspakhk, al massís Keivi occidental, a l'óblast de Múrmansk, a Rússia. A banda d'aquestes localitats, també ha estat descrita a la pegmatita Reiersda, a Øvrebø, al comtat de Vest-Agder (Noruega); a Stupné, a la regió de Trenčín, Eslovàquia; i a la mina Östanmossa, a Norberg, al comtat de Västmanland (Suècia).